# ルイ5世 (西フランク王)
ルイ5世（フランス語：Louis V、967年 - 987年5月21日）は、カロリング朝最後の西フランク王（在位：986年 - 987年）。西フランク王ロテールとイタリア王ロターリオ2世の娘エンマの間の息子。怠惰王（le Fainéant）と称された。

## 生涯
979年、父の在位中に共同統治王として戴冠された。986年、父が死去すると単独統治を開始する。しかし翌987年5月、ユーグ・カペーと連携したランス大司教アダルベロンの懲罰のため出陣したが、狩猟中の事故が原因で死去。コンピエーニュのサン＝コルネイユ修道院（Abbaye Saint-Corneille）に埋葬された。継嗣が無く、ここにカロリング朝は断絶し、国王選挙によって新たにユーグ・カペーが国王に選出され、カペー朝が創始されることとなった。これ以後、西フランク王国はフランス王国と呼ばれる。
982年にアンジュー伯フルク2世の娘で、トゥールーズ伯レーモン（5世）の寡婦であったアデライード＝ブランシュと結婚したが、1年後に婚姻を解消した。アデライード＝ブランシュはその後、プロヴァンス伯ギヨーム1世、さらにブルゴーニュ伯オット＝ギヨームに再嫁した。フランス王ロベール2世の王妃コンスタンスは、アデライード＝ブランシュと彼女の4度目の結婚相手プロヴァンス伯ギヨーム1世との娘である。